# Clementine Sprengel
Clementine Sprengel (* 5. April 1849 in Libau; † 6. Mai 1919 in Cottbus) war eine deutsche Schriftstellerin.

## Leben
Ihr Vater, Hermann Sprengel, war Porträt-Maler und Gymnasial-Zeichenlehrer, ihre Mutter Alwine war eine geborene von Grosewski. Clementine Sprengel verlebte ihre Kindheit und Jugend abwechselnd mit ihren Eltern in Curland und Deutschland, war drei Jahre mit ihren Eltern bei Verwandten in Grimsby und ließ sich als Musik- und Privatlehrerin in Kosel, Oberschlesien nieder und war später einige Jahre Erzieherin und Leiterin eines Kindergartens. In den 1880er Jahren begann sie für die Jugend zu schreiben. Zuerst schrieb sie zwei Erzählungen für Thekla von Gumperts Töchteralbum und Herzblättchens Zeitvertreib, dann für mehrere andere Zeitschriften und Sammelbände. Seit 1896 lebte sie als Musik- und Privatlehrerin in Kottbus. In den letzten Lebensjahren wurde ihre Schriftstellerei durch einen Schreibkrampf behindert.

## Werke
- Lita, die Waise. Ein Familienleben. 2 Erzählungen. Siwinna, Kattowitz 1883.
- Stiefmütterchen. Die Zwillinge. Ein Weihnachtsabend. 3 Erzählungen. Siwinna, Kattowitz 1883.[3]
- Im Dachstübchen; Vormund und Mündel; Magdalena; In der Dämmerstunde. 4 Erzählungen. (Deutscher Jugendschatz 2) Siwinna, Kattowitz 1883.
- Aus Heimath und Fremde. Käthchen. Die Ersten werden die Letzten und die Letzten die Ersten sein. 3 Erzählungen. Siwinna, Kattowitz 1884.
- Zwei hässliche Menschen; Zur Musik berufen; In der Johannisnacht; Erika. 4 Erzählungen. Siwinna, Kattowitz 1884.
- Parterre und Kellerwohnung; Irmas Tagebuch; Der Zukunftsspiegel; Herr Ruprecht. 4 Erzählungen. Siwinna, Kattowitz 1885.
- Junge Mädchenherzen im Wechsel des Lebens. 2 Erzählungen für die reifere weibliche Jugend. Siwinna, Kattowitz 1886.
- Die Familie Horst. Erzählung für junge Mädchen. Siwinna, Kattowitz 1887.
- Eine junge gnädige Frau. Erzählung für erwachsene Mädchen. Siwinna, Kattowitz 1888.
- Bunte Jugendbilder. 2 Erzählungen für die reifere Jugend. Düms, Wesel 1889. (2. Aufl.: Aus der Jugendzeit.)
- Die wilde Katze vonn Reinsberg. Erzählung. Siwinna, Kattowitz 1890.[4]
- Försters Ella. Erzählung für erwachsene Mädchen. Siwinna, Kattowitz 1890.
- (Mit Herbert von Osten) Erholungsstunden. Erzählungen für die Jugend. (Inhalt: Der I. April; Vertraue auf Gott; Fromm und treu, von Herbert von Osten). Düms, Wesel 1891.
- (Mit Karl Cassau) Amtmanns Lucie und andere Erzählungen für Mädchen und Knaben von 10–15 Jahren. (Inhalt: Amtmanns Lucie; Die Nachbarskinder; Von Cassau: Wasserverkäufer oder Prinz?) Düms, Wesel 1894.
- Aus der Jugendzeit. 2 Erzählungen für die reifere Jugend. Düms, Wesel 1895.
- Mädchenblüten. 2 Novellen für erwachsene Mädchen. (Inhalt: Die gezähmte Widerspenstige; Nur eine Bonne.) Siwinna, Kattowitz 1896.
- Unser Sonnenkind. Bardtenschlager, Reutlingen 1902.